# Диче, Бернхард
Бернхард Диче (нем. Bernhard Dietsche; 3 февраля 1912, Зинген, Германия — 28 января 1975, Кайзерслаутерн, Германия) — оберштурмбаннфюрер СС, кавалер Рыцарского креста Железного креста, последний начальник юнкерского училища в Бад-Тёльце.

## Карьера
1 августа 1931 года вступает в ряды НСДАП (№ 760267), 9 апреля 1931 — в СС (№ 13578). После окончания юнкерского училища СС в Бад-Тёльце 20 апреля 1937 года произведён в унтерштурмфюреры СС.
С 1 мая 1937 года командует взводом, а с 15 октября 1939 года — 13-й ротой штандарта СС «Германия». Участник Польской, Французской кампаний. 15 сентября 1940 переводится командиром 13-й роты в полк СС «Вестланд». Участвует в боях на советско-германском фронте.
25 июня 1942 года откомандирован в 7-ю добровольческую горную дивизию СС «Принц Ойген», назначен командиром 14-го горно-егерского полка СС. Принимал активное участие в антипартизанских операциях в Хорватии и Сербии, где в марте 1943 года отличился в боях в районе Слун — Бихача — Петроваце. 17 июля 1943 года награждён Рыцарским крестом Железного креста. С 1 декабря 1943 года — командир 14-го горно-егерского полка СС. В марте 1944 назначен командиром ударной группы 5-го горного корпуса СС.
В апреле 1945 года стал последним начальником юнкерского училища в Бад-Тёльце.

## После войны
Жил в Германии. Умер 28 января 1975 года в Кайзерслаутерне в результате инфаркта.

## Награды
- Рыцарский крест (17 июля 1943)
- Железный крест 1-го класса (27 июня 1941)
- Железный крест 2-го класса (октябрь 1939)
- Медаль «В память 1 октября 1938 года»
- Нагрудный знак «За ранение» в золоте
- Нагрудный штурмовой пехотный знак в бронзе
- Орден Короны короля Звонимира 2-го класса (Независимое государство Хорватия)